# Тодраж
Тодраж (словен. Todraž) — поселення в общині Гореня вас-Поляне, Горенський регіон, Словенія. Висота над рівнем моря: 418,5 м.